# Acalolepta sericans
Acalolepta sericans är en skalbaggsart som först beskrevs av Stefan von Breuning 1938.  Acalolepta sericans ingår i släktet Acalolepta och familjen långhorningar.
Artens utbredningsområde är Nepal. Inga underarter finns listade i Catalogue of Life.